# Rila (város)

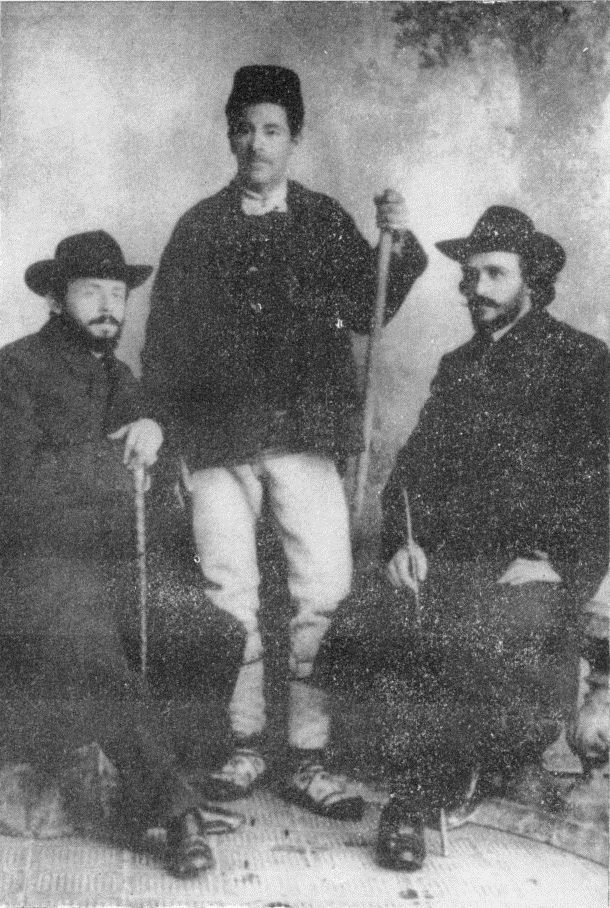
Tanítók Rilában 1904-ben. A jobb oldalon Dimo Hadzsidimov.

Rila egy város Nyugat-Bulgáriában, Kjusztendil megyében, Blagoevgrad városának közelében. A város Rila önkormányzat közigazgatási központja.

## Földrajz
Rila hegyvidéki területen található, 20 kilométerre a Rilai kolostortól.
Rila település és a hozzá tartozó önkormányzati közigazgatási egység Nyugat-Bulgáriában, Kjusztendil megye délkeleti részén található. Területe a Rila-hegység középső és dél-nyugati részét, valamint előhegyeinek egy részét foglalja magában.
Rila önkormányzata a következő településeket foglalja magában: Rila város (az önykormányzat közigazgatási központja), Szmocsevo, Pastra, Padala és Rilai kolostor.
Az önkormányzat területe 361 négyzetméter.

### Domborzat
A 2000 m feletti csúcsok a közigazgatási területén:
- Rilec– 2731 m.
- Joszifica - 2697 m.
- Kanarata – 2691 m.
- Zlija zab – 2678 m.
- Kalin– 2667 m.
- Eleni - 2654 m.
- Carev – 2378 m.
- Baucser – 2152 m.

### Tavak
Rila önkormányzat területén 28 jeges eredetű hegyi és hegyvidéki tó található. 2379 méter magasságban található a Kalin víztározó, amely a Balkán-félsziget legmagasabb mesterséges tava.

### Geotermikus források
Rila városában található egy 36 C fok hőmérsékletű, kis áramlási sebességű ásványvízforrás. A víz lúgos, szulfátos, hidrogénkarbonátos, fluoridos, ásványianyag tartalma 0,93 g/l.

## Fauna
Az állatvilág jellegzetes képviselői az önkormányzat közigazgatási területén az őz, a gímszarvas, a vadkecske és a vaddisznó. A ragadozók közül gyakori a farkas, a barnamedve és a róka. A rágcsálók közül a legelterjedtebb a nyúl, mókus, mezei egér, menyét, mókus. A madárvilágból előfordul fekete sas, sólyom, sólyom, nyírfajd, gólya, fecske, csalogány, cinege, veréb, feketerigó, szajkó. A hüllők közül megtalálhatóak gyíkok, kígyók, kígyók, vízikígyók, viperák, viperák. A vízfolyásokban előfordul a balkáni pisztráng, fekete és folyami márna, folyami rák.

## Története

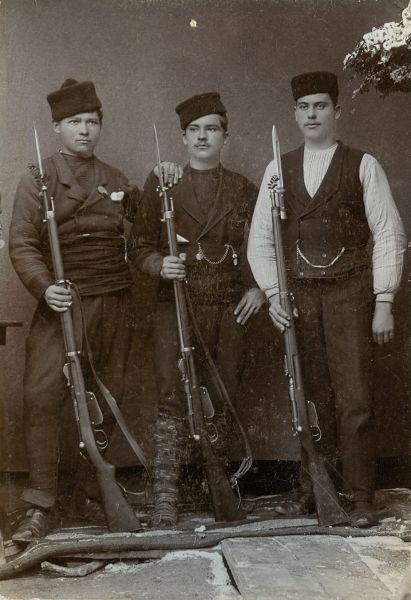
Besorozottak Rilából az első világháború frontjára való induláskor.

A település első ismert neve Szportela volt. A mai város és a tőle nyugatra fekvő domb területén helyezkedett el. Pautalia területéhez tartozott (mai Kjusztendil).
A 6. századból feltárt emléket Rilából Roligera, mint kastély (erőd, őrtorony) Procopius közöl adatokat.
Rilát a 14. században a Rilai kolostor feudális birodalmaként említették. Rilát Irlie néven török adólajstromokban említik 1576-ból.
1845-ben Viktor Grigorovics orosz szlavista kereste fel "a nagy falut, Rilot" Melnikből a Rilai kolostorba menet felkereste, amiről az "Esszé az európai törökországi utazásokról" című könyvében ír, megemlítve a Szent Arkangyal templomot és a bolgár iskolát.  Az 1859-ben a faluba látogató amerikai misszionáriusok tanúsága szerint körülbelül 200 háza van és bolgár lakossága van. 
Rila önkormányzatot 1883-ban jegyzik fel falusi községként, amely a következő falvakat foglalta magában: Rila, Bozovaja, Pasztra és Padala. 1978-ban a Rila önkormányzat települései a következők voltak: Rila város, Padala falu, Pasztra falu, Szmocsevo falu és Rilai kolostor települése. Rila 1969-ben városi rangot kapott  

## Gazdaság
A gazdaság ágazati szerkezetében a kereskedelem, a turizmus és a könnyűipar dominál. A mezőgazdaság a dohánytermesztésre specializálódott. A gyümölcs-, zöldség- és a szőlőtermesztés részesedése elenyésző.

## Látnivalók

### Építészeti emlékek
A Babinszka Mahala építészeti együttest 1971-ben a kulturális műemlékké nyilvánították. A városnegyed 27 kulturális építészeti emléket foglal magában (házak, iskola stb.) a Mihály arkangyal utca mentén.
A magántulajdonban álló házak nem látogathatók, így nem is használják turisztikai célokra. A Szent. Mihály arkangyal templom a XII-XIII. századból származik.

### Vallási műemlékek

#### Rilai Szent kolostor
Az önkormányzat területének legjelentősebb kulturális emléke a Rilai kolostor. Észak-nyugat és Közép-Rila határán épült, a Rila patak völgyében fekszik. A kolostort a 10. században alapította Rilai Szent János remete.
A kolostort 1961-ben nemzeti kulturális műemlékké nyilvánították. 1983-ban az UNESCO a világörökség kulturális emlékművévé nyilvánította.

## Fordítás
- Ez a szócikk részben vagy egészben  a(z)   Рила (град) című bolgár Wikipédia-szócikk ezen változatának fordításán alapul.  Az eredeti cikk szerkesztőit annak laptörténete sorolja fel. Ez a jelzés csupán a megfogalmazás eredetét és a szerzői jogokat jelzi, nem szolgál a cikkben szereplő információk forrásmegjelöléseként.